# Šahovska olimpijada 2010.
39. Šahovska olimpijada održana je 2010. u Rusiji. Grad domaćin bio je Hanti-Mansijsk.

## Poredak osvajača odličja
| Mj. | Država   | Bodova | Igrači |
| --- | -------- | ------ | ------ |
| 1.  | Ukrajina | 19,0   |        |
| 2.  | Rusija   | 18,0   |        |
| 3.  | Izrael   | 17,0   |        |

| Pobjednici            |
| --------------------- |
| Ukrajina Drugi naslov |